# I Play 3D Tennis
I Play 3D Tennis è un videogioco di tennis pubblicato nel 1992 da Simulmondo per Commodore 64. Uscì anche con il titolo 3D World Tennis, omonimo di 3D World Tennis pubblicato da Simulmondo lo stesso anno per Amiga e MS-DOS, ma il gioco per Commodore 64 è sostanzialmente diverso, e mantiene il titolo I Play 3D Tennis nelle schermate del gioco stesso.

## Modalità di gioco
Il gioco simula il tennis maschile individuale. Il campo è visto in prospettiva e l'inquadratura scorre seguendo la palla, ma gli sprite dei tennisti, grandi e ben animati, sono di dimensioni costanti. Il giocatore controlla tutti i movimenti del tennista con il joystick a 8 direzioni e può allo stesso modo direzionare i colpi, sia nel servizio sia negli scambi successivi.
Si possono affrontare ATP Tour, Grande Slam, torneo singolo o partita singola a due giocatori. Ai tornei possono partecipare fino a 5 giocatori umani, selezionabili tra 5 tennisti fittizi predefiniti, mentre gli avversari controllati dal computer corrispondono a tennisti reali con differenti abilità di gioco. Ogni torneo avviene in una certa città, con diverso terreno di gioco che influenza il comportamento della palla e diverso montepremi che indica la difficoltà media degli avversari.
Si può salvare un torneo in corso tra una partita e l'altra.
La lingua è selezionabile italiana o inglese.